# Lawrence Wright
Pour les articles homonymes, voir Wright.
Œuvres principales
The Looming Tower
Going Clear
Lawrence Wright, né le 2 août 1947 à Oklahoma City, est un journaliste américain. Membre de la New York University School of Law, il travaille pour le magazine The New Yorker.
Il a remporté le prix Pulitzer de l'essai en 2007 pour son livre The Looming Tower: Al Qaeda and the Road to 9/11 à propos des attentats du 11 septembre 2001 et ses suites.

## Biographie
Diplômé de la Woodrow Wilson High School (Dallas, Texas) en 1965 et en 2009 de l'université Tulane, puis à l'université américaine du Caire en Égypte.
Pour The Looming Tower: Al Qaeda and the Road to 9/11, il obtient le J. Anthony Lukas Book Prize, et en 2007 le prix Pulitzer de l'essai (Pulitzer Prize for General Nonfiction).
En 2013, il publie Going Clear: Scientology, Hollywood, and the Prison of Belief, une enquête faisant suite à son article de 2011, « The Apostate, Paul Haggis vs. the Church of Scientology », et se retrouve finaliste du National Book Award. En 2015, le téléfilm Going Clear: Scientology and the Prison of Belief, basé sur son livre, réalisé par Alex Gibney, a été diffusé sur HBO.

## Publications

### Livres
- City Children, Country Summer: A Story of Ghetto Children Among the Amish, Charles Scribner's Sons, 1979   (ISBN 978-0-684-16144-0)
- In the New World: Growing up in America, 1964-1984, Alfred A. Knopf, 1987  (ISBN 978-0-394-75964-7)
- Saints and Sinners, Alfred A. Knopf, 1993  (ISBN 978-0-679-76163-1)
- Remembering Satan: A Tragic Case of Recovered Memory, Vintage Books, 1994  (ISBN 978-0-679-75582-1)
- Twins: And What They Tell Us About Who We Are, John Wiley & Sons, 1999  (ISBN 978-0-471-29644-7)
- God's Favorite: A Novel, Simon and Schuster, 2000  (ISBN 978-0-684-86810-3)
- The Looming Tower: Al-Qaeda and the Road to 9/11, Alfred A. Knopf, 2006  (ISBN 978-0-375-41486-2)
  - La guerre cachée : Al-Qaïda et les origines du terrorisme islamiste, Robert Laffont, 2007, 440 p.
- Going Clear: Scientology, Hollywood, and the Prison of Belief, Alfred A. Knopf, 2013  (ISBN 978-0-3077-0066-7)
  - Devenir clair : La scientologie, Hollywood et la prison de la foi, Piranha, 2015  (ISBN 978-2-37119-028-3).
- Thirteen Days in September: The Dramatic Story of the Struggle for Peace, Alfred A. Knopf, 2014, 345 p. (ISBN 978-0804170024)

- The End of October, Alfred A. Knopf, 2020
  - Contagion  (trad. Laurent Barucq), Paris, Le Cherche Midi, 2020 (ISBN 978-2-7491-6671-1)

### Articles
- « The Talk of the Town: Comment: Intolerance », 20 septembre 2010, The New Yorker (n°28, vol. 86) [2]
- « Reporting & Essays: Profiles: The Apostate, Paul Haggis vs. the Church of Scientology », 11 février 2011, The New Yorker[3]

## Prix et distinctions
- Le J. Anthony Lukas Book Prize 2007 pour The Looming Tower: Al Qaeda and the Road to 9/11[1]
- Le prix Pulitzer de l'essai 2007 pour The Looming Tower: Al Qaeda and the Road to 9/11 [réf. souhaitée]
- Finaliste du National Book Award for Nonfiction 2013 pour Going Clear[4]
- Liste des finalistes du National Book Critics Circle Awards 2013 (non-fiction) pour Going Clear[5]